# Seeschlacht von Winchelsea
Die Seeschlacht von Winchelsea (im englischen und französischen Sprachraum üblicherweise als L’Espagnols sur Mer (franz. „die Spanier zur See“) bezeichnet), fand am 29. August 1350 im Rahmen des Hundertjährigen Krieges statt. Eine englische Flotte von vermutlich fünfzig Schiffen befehligt von Edward III. und seinem Sohn Edward of Woodstock (bekannt als der 'Schwarze Prinz') besiegte eine kastilische Flotte von vierzig Schiffen unter dem Kommando von Charles de la Cerda. Zwischen 14 und 26 kastilische Schiffe wurden erobert oder sanken, während mindestens zwei englische Schiffe verloren gingen und die Besatzungen schwere Verluste erlitten.
Der einzige überkommene Bericht von dieser Schlacht stammt von Jean Froissart, der in späterer Zeit in den Diensten von Edward oder seiner Frau, Philippa von Hennegau und auch dem Grafen von Namur diente. Er gab in seinen Chroniken Berichte von Augenzeugen wider, berichtete aber durchgängig aus der Perspektive der Engländer.

## Vorgeschichte
Die Kastilier hatten in den Jahren zuvor für die Franzosen als Alliierte und Söldner gegen die Engländer gekämpft. Mehrfach war es zu Fällen von Piraterie zwischen Handelsschiffen von beiden Seiten gekommen. Im Jahre 1350 lud eine kastilische Flotte Güter in flämischen Häfen, um diese an die baskische Küste zu verschiffen. Die kastilischen Schiffe waren bewaffnet und wurden von mehreren Kriegsschiffen begleitet. Sie standen unter dem Kommando des Glücksritters Charles de la Cerda, der einem Zweig des kastilischen Herrscherhauses angehörte. Auf ihrem Weg nach Flandern hatte die Flotte eine Reihe von englischen Handelsschiffen geentert und die Besatzungen über Bord geworfen. Am 10. August, während König Edward sich in Rotherhithe aufhielt, verkündete er seine Absicht, die kastilische Flotte zu versenken. Über Land reiste er nach Winchelsea zu seiner Flotte, begleitet von seiner Frau, seinen Söhnen, dem Schwarzen Prinzen und dem erst zehnjährigen John of Gaunt, sowie einer Reihe weiterer Adeliger. Die mitgereisten Frauen wurden dort angekommen in einem Frauenkloster untergebracht, der König und seine männlichen Begleiter schifften sich am 28. August auf der Kogge »Thomas« ein. Die englische Flotte stach allerdings nicht in See, sondern blieb im Hafen vor Anker und wartete auf das Auftauchen der kastilischen Flotte. Die Stärke der englischen Flotte ist nicht zweifelsfrei bekannt, aber es wird von mindestens fünfzig Koggen und Pinassen ausgegangen. Charles de la Cerda hätte den Kampf leicht vermeiden können, wenn er nur weit draußen im Ärmelkanal geblieben wäre, aber er verließ sich auf die Größe und Stärke seiner vierzig Schiffe. Zudem hatte er in Erwartung eines Kampfes in den flämischen Häfen Söldner – überwiegend Armbrustschützen – angeheuert.

## Die Schlacht
Am Nachmittag des 29. Augusts setzte de la Cerda die Segel in Richtung Winchelsea. Als die kastilischen Schiffe in Sicht kamen, saß Edward mit seinen Rittern und Noblen an Deck und hörte den Vortrag eines Minnesängers, der deutsche Lieder intonierte sowie einem Gesangsvortrag von Sir John Chandos. Als der Ausguck im Topp die Sichtung des Feindes vermeldete, prosteten der König und seine Gefolgschaft auf ihre Gesundheit, ließen das Horn blasen und die Flotte lichtete die Anker. Die Engländer steuerten ihre Schiffe auf einen Enterkurs in Richtung der Kastilier. Die Kogge »Thomas« mit dem König an Bord rammte ein feindliches Schiff mit solcher Gewalt, dass sie schwer beschädigt wurde und zu sinken begann. Die Kastilier machten sich zur Verteidigung bereit während die Kogge längsseits zum Entern ging. Kurz bevor das eigene Schiff sank, erreichten der König und seine Begleitung das Deck des kastilischen Schiffes. Auch wenn einige kastilische Schiffe schnell erobert werden konnten, waren die Kämpfe insgesamt von großer Härte. La Cerdas Armbrustschützen brachten den Engländern viele Verluste bei und die Kastilier warfen von ihren höherwandigen Schiffen Eisengewichte und anderen Ballast auf die englischen Schiffe, wodurch diese vielfach beschädigt wurden. Die Kämpfe dauerten bis zum Sonnenuntergang. Zu dieser Zeit wurde das englische Schiff »La Salle du Roi«, auf dem der persönliche Besitz des Königs verstaut war und das unter dem Kommando von Robert de Namur stand, dem späteren Knight of the Garter, von einem kastilischen Schiff mit Enterhaken angeleint und abgeschleppt. Die Besatzung rief laut um Hilfe, aber entweder wurden sie nicht gehört, oder niemand konnte ihnen helfen. Die »La Salle du Roi« wäre isoliert und erobert worden, hätte nicht der englische Ritter Hannequin schnell und mutig gehandelt. Er enterte das kastilische Schiff und durchtrennte das Hisstau des Hauptsegels mit seinem Schwert, wodurch das kastilische Schiff nahezu bewegungsunfähig wurde. Der Raub des wertvollen Königsbesitzes konnte so verhindert und das kastilische Schiff später doch noch erobert werden.

## Folgen
Die Engländer konnten in der Schlacht vermutlich 14 feindliche Schiffe erobern, weitere wurden versenkt. Die genauen englischen Verluste sind nicht bekannt, nur der Untergang des Schiffes von Edward sowie des Schwarzen Prinzen ist verzeichnet. Anhand des verzweifelten Kampfes der La Salle du Roi kann man davon ausgehen, dass die englische Flotte insgesamt schwere Verluste erlitt. Die fliehenden kastilischen Schiffe wurden nicht verfolgt und im folgenden Jahr wurde ein Friedensabkommen mit den baskischen Städten geschlossen.
In diesem Vertrag bekamen die baskischen Städte von Edward III die Erlaubnis, Handel in seinen Gewässern zu treiben. Außerdem wurde auch ein zwanzigjähriger Waffenstillstand vereinbart. Dieser Vertrag wurde ebenfalls von Peter I von Kastilien ratifiziert, so dass er auch uneingeschränkt für alle gültig wurde. Auf diese Weise konnte Edward III bis auf Weiteres für das Königreich England die Vorherrschaft auf See erreichen, die unter anderem auch sehr wichtig war für seine Operationen in Frankreich im Verlauf des Hundertjährigen Krieges. Ihm wurde auch entsprechend von seinem eigenen Volk dafür gehuldigt.

## Bibliografie
- CALDERON ORTEGA, J.M. y DÍAZ GONZÁLEZ F.: “Los Almirantes del siglo de oro de la marina castellana medieval”. Revista en la España Medieval Nº 24 (2011) S. 311–364. (spanisch).
- FERNÁNDEZ DURO, CESAREO (1894). La marina de Castilla desde su origen y pugna con la de Inglaterra hasta la refundición en la Armada española. Madrid (spanisch).
- Jean Froissart: Chroniken